# Иван Владов
Иван Владов Иванов е български офицер, генерал-майор.

## Биография
Роден е на 30 юли 1921 г. в търговишкото село Александрово. Завършва средно реално образование. По време на Втората световна война лежи в затвора за комунистическа дейност. От 1948 г. влиза в българската армия. Завършва Военната академия „Фрунзе“. От 15 септември 1961 до 1972 е началник на Школата за запасни офицери.